# 爱德华·斯诺登
愛德華·約瑟夫·斯諾登（英語：Edward Joseph Snowden，1983年6月21日—），前美國中央情報局（CIA）職員，美國國家安全局（NSA）外包技术員。因於2013年6月在香港将美国国家安全局关于稜鏡計劃监听项目的秘密文档披露给英国《卫报》和美国《华盛顿邮报》，遭到美國和英國的通缉。2013年6月23日，斯諾登離開香港前往莫斯科，俄羅斯聯邦給予他一年临时难民身份。2014年8月7日，斯諾登獲得俄聯邦三年的居留許可證。2017年1月，居留许可延长至2020年。2020年10月，俄罗斯联邦给予了斯诺登永久居留权。2022年9月26日，俄罗斯总统普京签署总统令，授予斯诺登俄罗斯公民身份。

## 生平
愛德華·斯諾登生於美國北卡羅萊納州伊麗莎白市。父親是賓夕法尼亞州的居民，為美國海岸警備隊官員。母親為馬里蘭州巴爾的摩居民，她是馬里蘭區地方法院的一名公務員。另外，他還有一位姊姊是律師。1999年，斯諾登舉家搬遷到馬里蘭州埃利科特城，他在那裡的安妮·阿倫德爾社區學院學習電腦，以取得學分來换取高中文憑，但他沒有完成課程。其後他得到普通教育發展證書。
2004年5月7日，斯諾登加入美國陸軍並同時希望最終能參入特種部隊。他說：“我要爭取參加伊拉克戰爭，因為我覺得作為一個人，我有責任，幫助人們擺脫壓迫”，但僅僅幾個月後，他在訓練事故中折斷雙腳，9月28日被除役。后来他曾在國家安全局设置于马里兰大学的一处隐蔽设施担任警衛。在此之后，他又在中央情报局（CIA）担任与信息技术安全有关的职务。
2007年，CIA派他到日内瓦维持電腦网络安全，并给予他外交身份作為掩护。2009年，他离开CIA前往一個駐日美軍基地中的國家安全局设施，为一家私營承包商工作。
2013年，斯諾登與他的女友住在夏威夷歐胡島維帕。此時，他在国防承包商博思艾倫諮詢公司工作不到三个月，职务是在夏威夷的一個国家安全局设施内担任系统管理员。他年薪约20萬美元，与女友一起过着舒适的生活，但他愿意牺牲这一切，因为他对美国政府的秘密监控工程而感到良心過不去。儘管如此，在6月10日他被以“違反公司道德和企業政策”解僱後，他的雇用者懷疑這種說法。記者格倫·格林沃爾德優先採訪了斯諾登，並報導了斯諾登的爆料。他後來寫到：“有可能博思艾倫諮詢公司使用的是按比例分配的數字，或者可能斯諾登談到的是他在戴爾公司時的上一份國家安全局工作的薪水。”《卫报》形容斯诺登对隐私的价值怀有强烈的热情；他的笔记本电脑上有支持網絡自由组织的标签，包括電子前哨基金會和Tor。尽管他说自己曾“相信奥巴马的保证”，但还是在2008年大选中将选票投给了第三個党。政治献金记录显示他曾为荣·保罗的初选捐款。
2013年5月20日，他前往香港向傳媒披露稜鏡計劃。到6月23日飛赴俄羅斯莫斯科，在該處逗留超過一個月。俄羅斯政府授予他一年的庇護，後來延長到三年。截至2016年，他仍然住在俄羅斯的一个未公开地點，同时寻求其他地方的庇护。
2022年9月26日，俄罗斯总统普京签署总统令，授予斯诺登俄罗斯公民身份。

## 告密行动

### 向媒体透露棱镜计划（PRISM）

由愛德華·斯諾登洩露給《衛報》的絕密文件，原本將於2038年4月12日解密。

2013年5月，斯诺登以治疗癫痫为理由申请暂时离职并取得批准。5月20日，他飞抵香港，入住一家酒店，在此将秘密文档披露给《卫报》并接受该报采访。
斯诺登解释了自己披露这些文档的理由，说自己“愿意牺牲掉这一切，因为美国政府利用他们正在秘密建造的这一個庞大的监视机器去摧毁隐私、互联网自由和世界各地人們的基本自由的行为让他良心不安。”。
斯诺登的身分是出于他本人请求，在文档洩露后数天由《卫报》和《华盛顿邮报》公开的。他解释了放弃匿名活动的原因：“我不想隐藏自己的身分，因为我知道自己没有做错任何事情”。他表示自己钦佩洩漏五角大楼秘密文件的丹尼尔·艾尔斯伯格和泄密给维基解密的布拉德利·曼宁，同时“细心地挑选了外洩的文件，确保都是关系公共利益的材料。许多材料能造成更大的影响，但我没有洩漏。伤害人不是目的，揭露真相才是”。
6月17日，英國《衛報》再公開由美國中情局前職員斯諾登取得的情報資料，指2009年倫敦舉行二十國集團峰會期間，倫敦當局利用特設網吧，於電腦安裝軟件程式截取電郵及監控資料，又入侵手機保安系統，監視與會各國領袖及官員通訊和電郵文件。

### 滯留香港、寻求庇护
斯诺登称他之所以来到香港泄密和接受采访是因为香港有保护言论自由和异议分子人权的承诺，是地球上为数不多的可以抵抗美国政府势力的地方，而且自己“有从拥有共同价值观的国家寻求庇护的倾向”，并称冰岛是理想的选择。冰岛的一家言论自由倡导组织——国际现代媒体协会（IMMI），已经发表了一份声明，为斯诺登提供法律建议和获得政治庇護的援助。然而，冰岛驻华大使Kristin Arnadottir表示，冰岛无法为斯诺登提供庇护，因为该国法律要求庇护申请人必须身處于冰岛境内。
2013年6月10日，美国有线电视新闻网报導称斯诺登“快用光现金”；而《衛報》的Even MacAskill称，由于香港酒店昂贵，“他的信用卡很快就会超出使用限額”。斯诺登居住的美丽华酒店宣布斯诺登在当日已经退房。同日早上，何謝韋律師事務所律師文浩正接到一個電話，邀請他和加拿大人權律師羅伯特·提伯（Robert Tibbo）接見斯諾登，讓斯諾登藏身在位於荔枝角斯里蘭卡難民家中。一星期後，斯諾登轉移到深水埗及位於堅尼地城的劏房，因香港社會不重視該群體，較為安全。最後一夜，斯諾登在律師家中度過。
据报道，俄罗斯总统新闻秘书德米特里·佩斯科夫表示，俄方愿意在斯诺登提出申请后进行有关庇护的讨论。
6月13日，《南華早報》刊登斯諾登專訪，在专访中斯诺登说，自2009年以来，美国国家安全局一直在入侵中国大陸和香港的计算机，包括香港中文大學、各個政府及私人機構、政商界人士和學生等；但他提供的资料未包括中国軍事系統的资料。斯诺登还说，他没打算离开香港，准备在香港的法庭挑战美国政府。
斯诺登称自己既不是英雄也不是叛徒，并披露以下内容：
1. 棱镜计划的監控范围包括中國大陸与香港的个別人士和机构；
2. 美国向香港施加外交压力，威逼港府将他引渡返美；
3. 香港的法治将保护他免受美国压迫；
4. 他一直担心自己和家人的安全。

6月13日，《紐約時報》的報道指，香港和美國的政府律師一致認定，斯諾登犯下洩露官方機密等36項可以同時在香港和美國被起訴的罪名，足以進行引渡程序；又估計斯諾登會向香港尋求政治庇護以拖延引渡程序，但等候期間可能會被扣押。。
6月18日，斯诺登已通过中间人士向冰岛发出了申请避难的非正式请求，冰岛政府证实已经收到斯诺登的避难请求。
6月23日，斯诺登在维基解密的帮助下，搭乘俄罗斯航空公司客机SU213航班从香港前往莫斯科。
8月1日，俄羅斯向斯諾登批出為期一年的臨時政治難民身分，斯诺登離開了機場。美國政府對俄方的作法極度失望。
2014年8月7日，斯諾登獲得為期三年的俄羅斯居留許可證。2017年1月，居留许可再被延长至2020年。2020年10月，俄罗斯给予了斯诺登永久居留权。2020年11月2日，斯诺登的律师透露，斯诺登正準備申請俄罗斯国籍。2022年9月底，俄羅斯總統普京授予斯諾登俄羅斯公民身份。

### 國際反应

#### 美国
美國法院在2013年6月14日發出正式起訴斯諾登的臨時拘捕令，並要求香港特區政府拘捕斯諾登並引渡返美國，但美國政府至6月21日才將臨時拘捕令公開。
美国国家安全局已向美国司法部申请对斯诺登的行为进行犯罪调查。国家情报总监James Clapper说，斯诺登的“鲁莽的披露”已经在媒体中造成“显著的错误印象”。在斯诺登的身份公开前，美国众议院情报特别委员会主席Mike Rogers对告密人的评价“我绝对认为他们应受到检控”。
斯诺登的雇用者博思·艾伦·汉密尔顿发表了一份声明，谴责他的行为是“令人吃惊的”和“对我们公司的行为准则与核心价值的严重违犯”。
1971年向《纽约时报》透露五角大楼秘密文件的丹尼尔·艾尔斯伯格说斯诺登“为这个民主體制做出了巨大的，无法估量的服务”，并说自己等了数十年才看到“这样一位真正准备好以公民身份为他的国家冒生命危险的人，显示出战场上的人们该有的勇气”。
斯诺登身份公开后不久，白宫网站上出现了一则请愿，要求“对斯诺登的任何与披露国家安全局秘密监听项目的犯罪行为或可能的犯罪行为给予完全的、自由的，以及绝对的宽恕”。
美国众议院国家安全委员会原主席，共和党籍的彼得·T·金，呼吁从香港引渡斯诺登；香港与美国之間存在引渡协议，但该协议有排除政治犯罪的条款。
美国著名电台主持与政治评论家邁克爾·薩維奇表示，斯诺登为维护人权所做出的贡献应该被提名诺贝尔和平奖。
2013年6月22日有报道称美国政府对斯诺登以间谍等罪名提出刑事起诉，并要求香港政府对斯诺登发出临时拘捕令。2013年6月23日斯诺登离开香港乘机飞往俄罗斯，不久香港政府发表声明证实斯诺登已经离港，并已经将此事通知美国。而后美国广播公司编辑乔恩-威廉姆斯在其twitter上透露，美國駐俄羅斯大使館已经通知俄罗斯政府，斯诺登持有的美国护照已經被註銷，美国希望俄罗斯以沒有合法旅行證件為由驱逐他。后美国国务院证实了消息。
据《中国新闻网》2013年6月26日报道，战略暨国际研究中心(CSIS)战略研究主管柯狄斯曼(Anthony Cordesman)称，美国实际上在迫使前美国中央情报局（CIA）职员、美国国家安全局（NSA）外包技术员爱德华·斯诺登流亡。
共和党前议员Gordon Humphrey发邮件给斯诺登，表示支持他曝光行动，认为美国政府违宪。
事後，美國政府不滿香港特區政府做法，並就當中細節各執一詞。起初，美方表示未曾收到港府知會資料不足，以及斯諾登的護照已被註銷，暗指是港府蓄意放行。及後，美方承認港府曾詢問有關資料，但直指港方旨在拖延時間，更聲言事件將影響港人赴美免簽證的計劃。美國國務院發言人文特雷爾被問及，事件會否影響香港人赴美免簽證計划，他回應指，在重要問題上合作破裂，會影響免簽證計划。
美國駐港總領事楊蘇棣表示，他預計斯諾登事件不會影響美國給香港人免簽入境的政策。香港處理美國國家安全局前合同工斯諾登事件的手法，影響美國與香港的關係，但他認為，受損的信心可以修補。
2017年4月13日，中央情報局局長邁克·蓬佩奧在战略与国际研究中心说，为了保护美国人民，中央情报局和其他类似机构依法行事，并得到国会的批准，与窃取美国机密情报的人相反；重要的是，美国人应当明白，斯诺登与維基解密创始人朱利安·阿桑奇对美国的安全构成威胁。

#### 英国
英国政府6月10日发出旅行警示，警告航空业者不要允许斯诺登搭乘前往英国的飞机，因为他“极有可能不被允许进入”该国。一名外交官還說，任何允许斯诺登进入英国的航空公司将可能罰款2000英镑。

#### 香港
斯諾登揭露藏身香港時，香港行政長官梁振英正身處美國紐約進行官方訪問。當他接受彭博通訊社訪問，被問及事件時，在三分鐘內七次重申「不會評論個別事件」。而當時正以官方身份訪問英國的香港立法會主席曾鈺成則向英國廣播公司暢談自己對事件的觀點。
6月23日下午，香港政府突然發出聲明，指斯諾登已「自行寻找合法和正常途徑，離開香港」。聲明提及在臨時拘捕令一事上，由於美國政府的文件未全面符合香港法律要求，香港政府向美方要求提供進一步資料，在未獲得足夠資料下，並無法律依據限制斯諾登離境。同時，有報道指香港有電腦系統被美國政府機構入侵。
香港保安局早於6月21日正式致函美國政府，要求美方就傳媒報道香港有電腦系統遭美國政府機構入侵一事解釋。保安局局長黎棟國強調，香港政府會跟進事件，並期待美國政府盡快向港人作出圓滿和全面的交代。
斯諾登離開後，律政司司長袁國強反駁美方表示，未曾收到港府知會資料不足，以及斯諾登的護照已被註銷，暗指是港府蓄意放行的說法。美方提交的文件中連斯諾登的名字都有出入，又沒有提供護照號碼，更沒有澄清事件是否涉及政治檢控，香港政府不可能拘捕斯諾登或限制斯諾登離境。
6月25日，梁振英表示已經在向美方通報的同時，通知香港駐美國官員留意反應，但強調不能因為免簽證或重視關係，而不去了解美方對香港收集數據的情況。
香港外國記者會在2013年6月10日發表一篇聲明，表示會密切留意香港政府會否受到來自中央人民政府的壓力，限制斯諾登的活動，或限制媒體接觸斯諾登。聲明更稱，斯諾登事件是對香港政府的一大試驗，試驗港府會否繼續捍衞言論及新聞自由。
《香港蘋果日報》訪問律師何珮芝，何珮芝指香港的政治庇護法例並不完整：對照其他國家和地區的難民政策，最少會考慮三種情況，包括迫害、酷刑和殘忍、不人道或侮辱之對待或處罰（cruel, inhuman or degrading treatment or punishment，簡稱CIDTP），又以單一系統處理。不過特區政府只接受酷刑申請，不處理其他的兩類情況。
何珮芝相信，假如斯諾登以CIDTP提出申請最有勝算，因為可引用美軍曼寧向維基解密洩密而被控以通敵罪、在調查期間遭受虐待作為例子，顯示一旦被引渡回美國或會遭受虐待。不過，即使斯諾登獲得難民身份，他也不會成為香港居民，更不可以在香港工作，因為香港政府不會提供庇護，只是不會將他遞解出境。
何珮芝相信，斯諾登以旅客身份入境，可在香港逗留90天，其間可以自由活動和尋求庇護，直至美國開始引渡程序，他便會被警察拘捕，屆時可能會被羈留至引渡程序結束。這時即使有國家願意收容斯諾登，他也無法前往該國或該國駐港領事館。很少人像維基解密創辦人阿桑奇，在被遞解出境前數天仍有機會步入他國大使館尋求庇護。

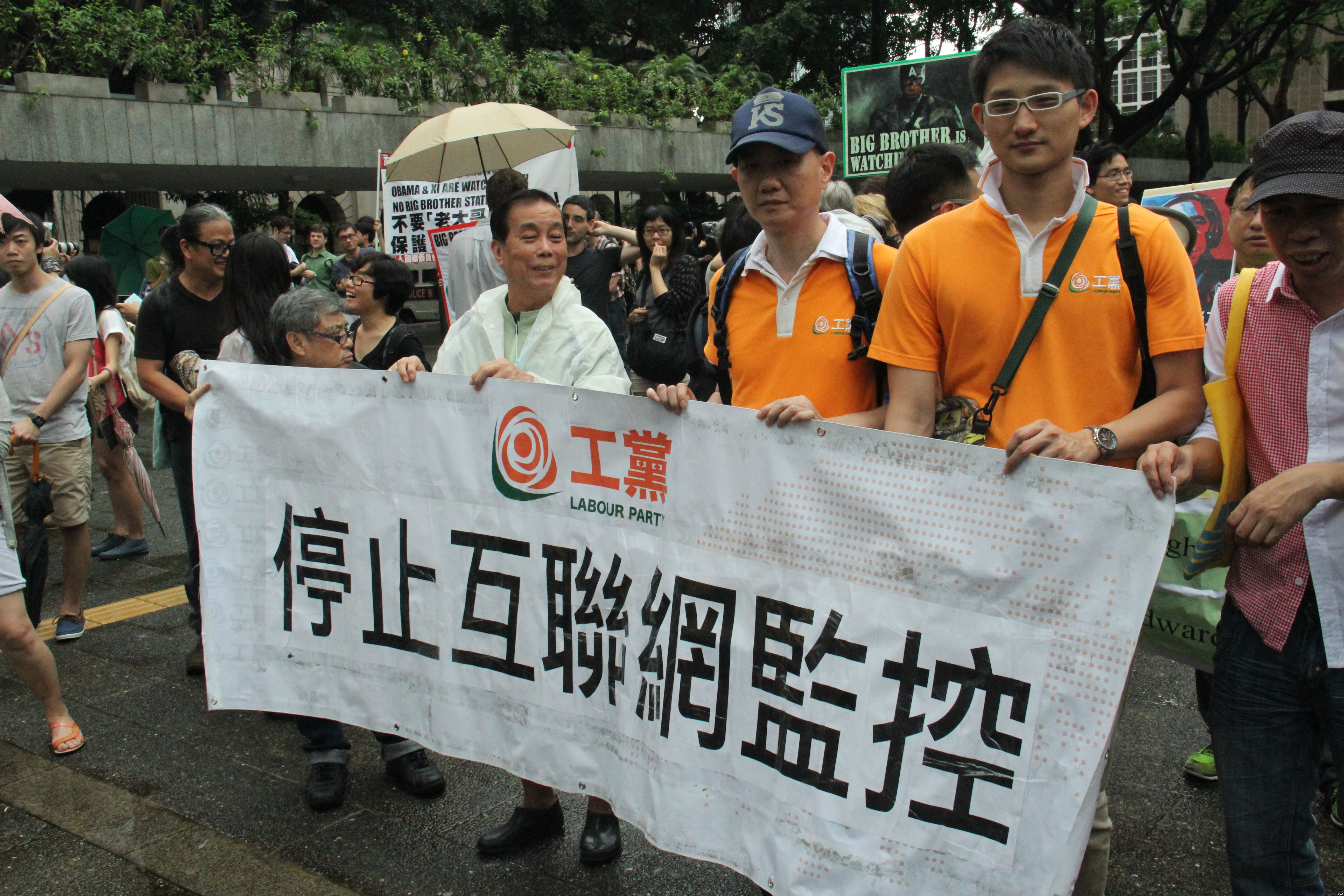
6月15日，工黨要求停止網絡監控

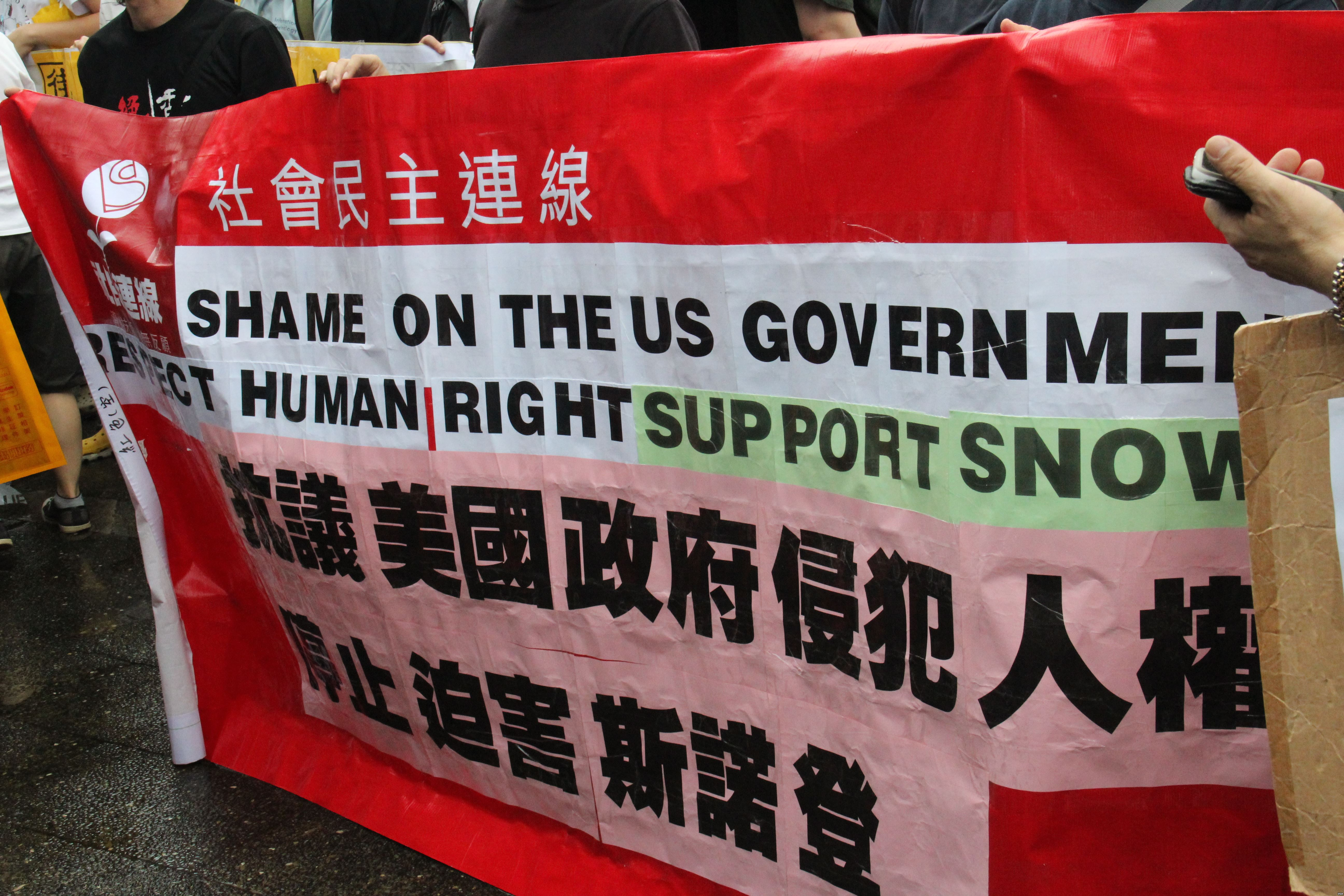
社民連抗議美國侵犯人權、要求停止迫害斯諾登

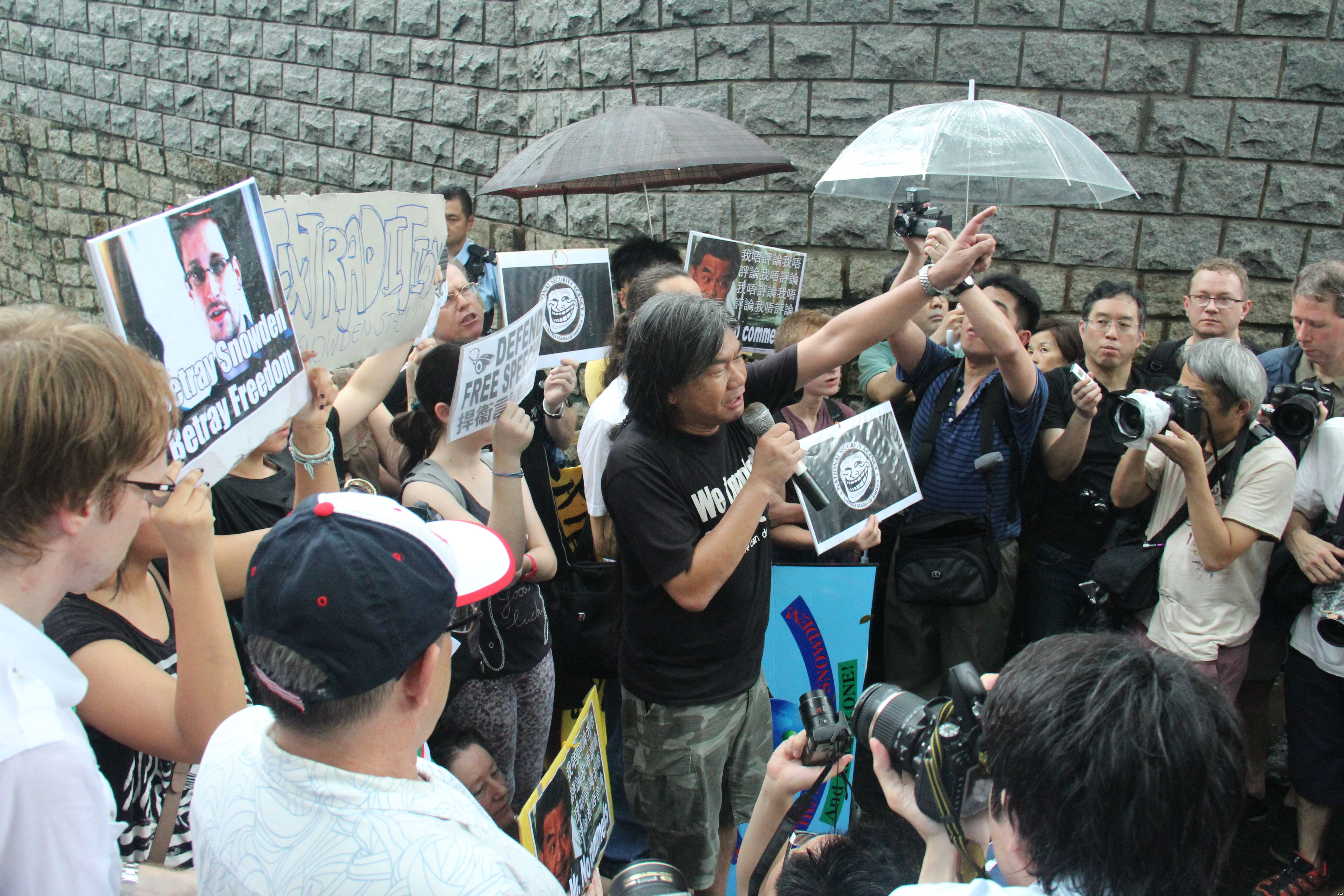
梁國雄聲援斯諾登

香港多份報章於2013年6月11日在頭版報道了此消息，并為此發表社論。
- 《星島日報》社論：洩密者斯諾登選擇香港作為避難所，為香港的言論自由提供了免費宣傳。
- 《成報》社論：美國號稱世界最自由最民主的國度，但從斯諾登揭發出來的「竊聽門」事件看，似乎浪得虛名。
- 《明報》社論：斯諾登藏身香港，其去向肯定會與美國當局展開一番角力，港府嚴格依法處理，抑或順從美方要求輕易交出斯諾登，會成為檢驗高度自治甚至一國兩制的試金石。
- 《南華早報》社論：斯諾登選擇在習奧會谈結束不久就公開透露事件，時間選擇上耐人尋味。這一事件使中美關係和香港的信譽都受到考驗，尊重公眾權利和自由以及司法制度是香港的優勢，香港也應特別注意其歷史地位和角色。《南華早報》網站就此事作民意調查，詢問網民會否參與遊行聲援斯諾登，約七成人表態支持。
- 《文匯報》社論：斯諾登事件再次暴露美國政府在人權、自由、反恐問題上採取雙重標准，自己暗地裏肆意侵犯人權和自由，卻道貌岸然地指摘別人，充分暴露了美國政府的虛偽、霸道、自私，難免引起全世界的反感。
- 香港獨立媒體發起遊行聲援斯諾登，於2013年6月15日下午3點，由中環遮打花園出發，遊行至美國駐港總領事館抗議。

親建制派方面，立法會第一大黨民建聯在2013年6月13日發聲明，指事件已令香港人強烈關注和憂慮；認為特區政府應嚴肅處理事件，保障港人私隱及通訊自由不受侵害，盡快查明是否有人違法；又要求美國政府立即回应有關指控，如指控屬實則要求美國政府立即停止入侵行為。另外，由于斯诺登的自由离开，美国政府威胁香港加入美国免签证计划将受到影响，香港立法会保安事务委员会主席、民建联的叶国谦表示“香港人不会屈服，不会因为美国的要挟而放弃我们的法律程序”。前港区全国政协委员刘梦熊6月18日曾在《文匯報》撰文，指责香港一些反对派對棱镜事件的失聲，與一貫所表現出的捍衛人權的立場相左。黎子珍亦点名要求反对派头面人物发声。
泛民主派方面，民間人權陣線於6月15日發起遊行，呼籲捍衛言論自由，要求特區政府保護斯諾登，以及要求美國政府停止入侵網絡行為。參加遊行的包括在港美國人、泛民主派和人權組織。公民黨於2013年6月22日向美國駐港總領事館發公開信，要求領事館澄清美國有否如斯諾登所言入侵本港網絡、入侵程度多大，以及解釋入侵原因。立法会议员公民黨毛孟靜及新民主同盟范國威去信美國總統奧巴馬，表示“理解一個國家要維護安全，某程度上監控國民電話或互聯網用戶資料是無可避免；但如果不屬恐怖分子或嫌疑人物，個人的私隱應受保障，希望美國政府不要追究前中情局僱員斯諾登洩密事件”。社会民主连线主席梁国雄在6月23日发起游行，要求香港政府拒絕美国引渡斯諾登；當社民連成員企圖在美國駐港領事館的外牆張貼示威信件時，被警方阻止，雙方發生推撞。

#### 中国大陆
- 2013年6月25日，中华人民共和国外交部否认斯诺登為中国间谍、向中国提供美国情报。外交部发言人华春莹表示，香港特区政府完全依法处理斯诺登离港问题，这是无可非议的，各方都应该予以尊重；美國政府对中国中央政府的指责缺乏依据，中方对此不能接受；中方反对一切形式的网络攻击，反对在此问题上采取双重标准[66]。
- 2013年6月13日《环球时报》发表社论，认为美国欠全球网友一个解释[67]。6月17日的社論中又提及，引渡斯诺登，会让香港政府失分，整个中国没面子[68]。
- 《新京报》发表陶短房的评论文章认为，美国政府和情报部门对个人信息的搜集和窥探，已经接近失控的边缘[69]。
- 新浪微博的多数中国大陆网民表示支持斯诺登，也有许多微博使用者反对美国针对斯诺登的所谓「引渡法」[70]。

#### 
在斯諾登所持的美國護照被註銷前，厄瓜多尔政府於2013年6月17日即發給他一紙「特殊難民旅行證」（special refugee travel document）做為替代美國護照的合法旅行證件。斯諾登憑此證合法離開香港。
2013年6月23日飞抵俄罗斯后，斯诺登在莫斯科机场接受了厄瓜多駐俄羅斯大使館医生的体检，并与厄瓜多尔驻俄大使在机场进行了会谈。会谈当日厄瓜多尔外交部长帕蒂诺对外证实，斯诺登已向该国提交避难申请。

#### 俄羅斯
2013年6月25日，俄罗斯总统普京证实了斯诺登来莫斯科的消息的真实性，并表示“俄罗斯不会按照美国期望，把斯诺登交给美国”。

#### 玻利维亚
2013年7月2日，在俄罗斯出席世界天然气出口国论坛峰会后回国的玻利维亚总统埃沃·莫拉莱斯的专机因被美国怀疑载有斯诺登，回国途中遭遇法国、葡萄牙、意大利、西班牙四个欧洲国家拒绝过境，迫使专机临时降落在奥地利。玻利维亚政府对此感到愤怒，称此举是对领导人的“直接攻击”。6日，玻利维亚总统莫拉莱斯宣布玻利维亚政府愿为斯诺登提供人道主义庇护。为声援莫拉莱斯，委内瑞拉、尼加拉瓜政府也表示愿收留斯诺登。

#### 法國
2013年7月4日，法国内政部长曼紐爾·瓦爾斯表示，为避免损害法美关系，法国不会向斯诺登提供政治庇护，但法国总统奥朗德表示对斯诺登披露的监听事件强烈谴责。2019年9月19日，針對斯諾登再次想前往法國避難，法国外交部长让-伊夫·勒德里昂重申“没有理由改变拒絕向斯諾登提供庇護这一决定”。

#### 德国
德国总理默克尔表示，德国联邦政府强烈谴责间谍行动，并要求立即停止美国国家安全局的监听行为。如果事件继续酝酿下去，会影响2013年秋季舉行的德国大选。

#### 委內瑞拉
委內瑞拉總統尼古拉斯·马杜罗在紀念委內瑞拉獨立202週年的儀式上說，作為委內瑞拉玻利瓦爾共和國國家元首，他決定「向年輕的美國人愛德華·斯諾登提供人道主義庇護，使他來到玻利瓦爾和查韋斯的祖國生活，免受邪惡帝國的迫害」。

#### 尼加拉瓜
尼加拉瓜總統奧爾特加稱已收到斯諾登的庇護申請，如果情況允許將會批准。

## 軼事
2014年，斯諾登當選蘇格蘭最大學府格拉斯哥大學「学生校長」。這一消息是該大學發言人在大學生投票選舉計票結果出台後宣布的。「學生校長」是格拉斯哥大學的一種特殊的榮譽職位，任期三年。該大學發言人承認，「學生校長」並不參與制定大學的發展策略。

## 相关作品

### 短片
- 《爱德华·斯诺登》[87]

### 纪录片
- 《第四公民》：本片獲得第87屆奧斯卡金像獎最佳紀錄片[88]。

### 電影
- ：由喬瑟夫·高登-李維飾演。
- 《老娘也要當間諜》：由湯姆·史托頓飾演。

### 書籍
- 《永久檔案》